# Gonia alpina
Gonia alpina är en tvåvingeart som först beskrevs av Townsend 1912.  Gonia alpina ingår i släktet Gonia och familjen parasitflugor.
Artens utbredningsområde är Peru. Inga underarter finns listade i Catalogue of Life.